# Letizia Ciampa
Letizia Ciampa (Roma, 20 agosto 1986) è una doppiatrice e attrice italiana.

## Biografia
È la voce italiana ricorrente di molte attrici famose, quali: Emma Watson, Lucy Hale, Lily James, Vanessa Hudgens, Kaya Scodelario, Anya Taylor-Joy, Mia Wasikowska,  Anna Popplewell e Emilia Clarke.
Ha intrapreso la sua carriera come doppiatrice quando era una bambina, lavorando in studi come: Digidub, La BiBi.it, CD Cine Dubbing, Cast Doppiaggio, CVD, Royfilm, CDC Sefit Group, Pumaisdue e Dubbing Brothers International Italia. Ha doppiato Alexa Vega nel ruolo di Carmen Cortez nella saga di Spy Kids, Ashley Olsen in Due gemelle e una tata, Joy Lauren in Desperate Housewives e Kelly Osbourne in Life as We Know It; sua è la voce italiana del personaggio di Daenerys Targaryen, interpretato da Emilia Clarke, nella serie televisiva Il Trono di Spade.
Nel mondo dell'animazione, sua è la voce, per esempio, di Bloom, protagonista di Winx Club, Anya Alstreim in Code Geass: Lelouch of the Rebellion, Chibiusa nell'edizione Shin Vision di Sailor Moon R The Movie - La promessa della rosa, Mimi Tasogare in Duel Masters. Ha anche interpretato alcuni ruoli come attrice al cinema e in televisione.

## Doppiaggio

### Film
- Emma Watson in Ballet Shoes, Harry Potter e la pietra filosofale, Harry Potter e la camera dei segreti, Harry Potter e il prigioniero di Azkaban, Harry Potter e il calice di fuoco, Harry Potter e l'Ordine della Fenice, Harry Potter e il principe mezzosangue, Harry Potter e i Doni della Morte - Parte 1, Harry Potter e i Doni della Morte - Parte 2, Marilyn, Noi siamo infinito, Bling Ring, Facciamola finita, Noah, Regression, Colonia, La bella e la bestia[1], The Circle, Piccole Donne
- Vanessa Hudgens in High School Musical, High School Musical 2, High School Musical 3: Senior Year, Bandslam - High School Band, Beastly, Thunderbirds, Sucker Punch, Viaggio nell'isola misteriosa, Spring Breakers - Una vacanza da sballo, Il cacciatore di donne, Dog Days, Polar, Tick, Tick... Boom!
- Mia Wasikowska in Alice in Wonderland, I ragazzi stanno bene, Jane Eyre, Albert Nobbs, Lawless, Crimson Peak, Alice attraverso lo specchio, L'uomo dal cuore di ferro
- Alexa Vega in Spy Kids, Spy Kids 2 - L'isola dei sogni perduti, Missione 3D - Game Over, Sleepover, Spy Kids 4 - È tempo di eroi
- Emma Roberts in Nancy Drew, Wild Child, Scream 4, Separati innamorati
- Hayden Panettiere in Joe Somebody, Striscia, una zebra alla riscossa, Il lago dei sogni
- Anna Popplewell in Le cronache di Narnia - Il leone, la strega e l'armadio, Le cronache di Narnia - Il principe Caspian, Le cronache di Narnia - Il viaggio del veliero
- Hailee Steinfeld in Il Grinta, Ender's Game, 17 anni (e come uscirne vivi), Barely Lethal - 16 anni e spia
- Lily James in Cenerentola, Il sapore del successo, PPZ - Pride + Prejudice + Zombies, Rebecca
- Anya Taylor-Joy in Split, Glass, The New Mutants, Ultima notte a Soho, The Northman
- Lucy Hale in A Cinderella Story: Once Upon a Song, Obbligo o verità, Guida sexy per brave ragazze, Il colore della libertà
- Zoë Kravitz in Gli ostacoli del cuore, X-Men - L'inizio, Crazy Night - Festa col morto
- Kaya Scodelario in Maze Runner - Il labirinto, Maze Runner - La fuga, Maze Runner - La rivelazione
- Keke Palmer in Cleaner, Le ragazze di Wall Street - Business Is Business, Nope
- Evan Rachel Wood in Un autunno tra le nuvole, S1m0ne
- Charlotte Le Bon in The Walk, Bastille Day - Il colpo del secolo
- JoJo in Aquamarine, Vita da camper
- Isabelle Fuhrman in Orphan, Cell
- Emily Browning in Lemony Snicket - Una serie di sfortunati eventi, The Uninvited
- Inanna Sarkis in After, After 2
- Divya Bharti in Dil Hi To Hai, Deewana
- Halston Sage in Città di carta, Piccoli brividi
- Alakina Mann in The Others
- Emilia Clarke in Last Christmas, Il Trono Di Spade
- Sydney Sweeney in Tutti tranne te, Eden
- Amanda Seyfried in Cappuccetto rosso sangue
- Amanda Bynes in Easy Girl
- Kristen Stewart in Café Society
- Lily Collins in Tolkien
- Olivia Cooke in Ready Player One
- Madeline Carroll in Swing Vote - Un uomo da 300 milioni di voti
- Alison Lohman in Il genio della truffa
- Charlotte Vega ne Il club degli incompresi
- Mischa Barton in The Sixth Sense - Il sesto senso
- Selena Gomez in Getaway - Via di fuga
- Maiara Walsh in Angry Games - La ragazza con l'uccello di fuoco
- Rose McIver in Amabili resti, iZombie
- Alison Pill in L'amore secondo Dan
- AnnaSophia Robb in Un ponte per Terabithia
- Madisen Beaty in The Master
- Jessica Lucas in Pompei
- Zoe Graham in Il segreto dei suoi occhi
- Saoirse Ronan in 2 Young 4 Me - Un fidanzato per mamma
- Emma Bell in Il mio sogno più grande
- Eve Hewson in This Must Be the Place
- Dana Davis in Che la fine abbia inizio
- Kimberley Nixon in Un matrimonio all'inglese
- Hatty Jones in Madeline - Il diavoletto della scuola
- Jayne Wisener in Sweeney Todd - Il diabolico barbiere di Fleet Street
- Kyla Pratt in Il dottor Dolittle 2
- Fallon Brooking in La donna perfetta
- Gia Mantegna in Mi sono perso il Natale
- Alexandra Artrip in Amori & incantesimi
- Hallie Kate Eisenberg in Paulie - Il pappagallo che parlava troppo
- Jurnee Smollett-Bell in Beautiful Joe
- DeWayne Warren in Hardball
- James Paul Roeske II in Lo stile del dragone
- Kay Panabaker in Moondance Alexander
- Meaghan Jette Martin in Dear Lemon Lima
- Daveigh Chase in Gli occhi dell'innocenza
- Ebbie Tam in Il desiderio di Winky
- Amrita Rao in Athidhi
- Natalia Reyes in Terminator - Destino oscuro
- Kiersey Clemons in Lilli e il vagabondo
- Denée Benton in L'amico del cuore
- Teyonah Parris in The Marvels
- Sarah Sherman in Non sei invitata al mio bat mitzvah
- Masasa Mbangeni in Codice: cacciatore
- Chase Sui Wonders in Bodies Bodies Bodies

### Film d'animazione
- Bloom in Winx Club - Il segreto del regno perduto, Winx Club 3D - Magica avventura, Winx Club - Il mistero degli abissi
- Testa Bruta in Dragon Trainer, Dragon Trainer 2, Dragon Trainer - Il mondo nascosto
- Rin in Inuyasha the Movie - Un sentimento che trascende il tempo, Inuyasha the Movie - La spada del dominatore del mondo e Inuyasha the Movie - L'isola del fuoco scarlatto
- Jamie in Nut Job - Operazione noccioline e Nut Job 2 - Tutto molto divertente
- Wendy da giovane in Ritorno all'Isola che non c'è
- Sorella Hiyoshiko in I colori dell'anima - The Colors Within
- Jenny in Monster House
- Ginevra in Shrek terzo
- Fan Scrooge in A Christmas Carol
- Alana in La sirenetta - Quando tutto ebbe inizio
- Pea in Le avventure del topino Despereaux
- Otulissa in Il regno di Ga'Hoole - La leggenda dei guardiani
- Stella in Aiuto! Sono un pesce
- Yokoyama Nobuko in La collina dei papaveri
- Timmy a 10 anni in Il segreto di NIMH 2 - Timmy alla riscossa
- Pervinca in Trilli e il segreto delle ali
- Cremina in Le 5 leggende
- Lisa in Team America: World Police
- Lupita in Spaghetti Western in the Water
- Nausicaä in Nausicaä della Valle del Vento (2ª ediz.)
- Mattutina in Nocedicocco - Il piccolo drago
- Yara ne La Pallastrike sull'Isola di Pasqua
- 26 in Dinotopia - Alla ricerca del rubino del sole
- Julia in Lupin e le profezie di Nostradamus
- Asuka Kagurazaka in Lupin III - L'ultimo colpo
- Chibiusa in Sailor Moon R The Movie - La promessa della rosa (doppiaggio Shin Vision)
- Sakura Suzuhara in Evangelion: 3.0 You Can (Not) Redo
- Alba in Le avventure del sarto, del gigante e del re
- Blush in Barbie e la magia di Pegaso
- Tika in Barbie principessa dell'isola perduta
- Pablito in Titanic - La leggenda continua
- Cenerentola in Once Upon a Studio

### Serie televisive
- Lucy Hale in I maghi di Waverly, Privileged, Pretty Little Liars, Life Sentence, Riverdale, Katy Keene
- Kay Panabaker in E.R. - Medici in prima linea, CSI - Scena del crimine, No Ordinary Family
- Dreama Walker in The Good Wife, Non fidarti della str**** dell'interno 23
- Kaya Scodelario in Skins, Spinning Out, The Gentleman
- Lena Dunham in Girls, American Horror Story
- Raven Goodwin in Huge - Amici extralarge, Buona fortuna Charlie
- Renee Olstead in Still Standing, La vita segreta di una teenager americana
- Marny Kennedy in Perché a me?, Cyber Girls
- Miriam Giovanelli in Velvet, Velvet Collection
- Christine Evangelista in The Walking Dead, Fear the Walking Dead
- Ihsan Ay e Laura Gabriel in Grani di pepe
- Emilia Clarke in Il Trono di Spade
- AnnaSophia Robb in The Carrie Diaries
- Anna Popplewell in Reign
- Rose McIver in iZombie
- Britt Robertson in The Secret Circle
- Jennette McCurdy in Between
- Natasha Lyonne in Orange Is the New Black
- Emma Corrin in Pennyworth
- Joy Lauren in Desperate Housewives
- Jenna Ushkowitz in Glee
- Halston Sage in Crisis
- Sofia Black D'Elia in The Mick
- Amber Tamblyn in Dr. House - Medical Division
- Kelly Osbourne in Life as We Know It
- Laura Marano in Austin & Ally
- Karis Paige Bryant in Streghe
- April Matson in Give Me Five
- Sophie Bennett in Saddle Club
- Ashley Olsen in Due gemelle e una tata
- Charlotte Francis in Papà e mamma sono alieni
- Jazz Raycole in Tutto in famiglia
- Jordan Todosey in La mia vita con Derek
- Olivia James-Baird in Power Rangers S.P.D.
- Freya Mavor in The White Queen
- Teresa Klamert in La casa del guardaboschi
- Mouni Farro in Summer Crush
- Noel Berkovitch in Summer Days
- Hayley Kiyoko in I maghi di Waverly
- Maisie Richardson-Sellers in The Originals
- Ophelia Lovibond in Elementary
- Nadia Casanova in Le due facce dell'amore
- Christina Chong in Black Mirror (ep. 2x03)
- Kimberly Murray in Shadowhunters
- Teyonah Parris in WandaVision
- Sydney Sweeney in Euphoria
- Georgina Reilly ne I misteri di Murdoch
- Lily James in Pam & Tommy
- Seray Kaya in La forza di una donna
- Junnicia Lagoutin in The Imperfects
- Karla Mosley in Beautiful
- Camila Outon ne Il mondo di Patty
- Macarena Paz in Incorreggibili
- Ana Jara Martinez in Soy Luna
- Meg Steedlen in Jupiter's Legacy
- Anna Sawai in Monarch: Legacy of Monsters
- Jacqueline Toboni in The L Word: Generation Q

### Serie animate
- Bloom in Winx Club, World of Winx
- Sadie in A tutto reality - L'isola, A tutto reality - Azione!, A tutto reality - Il tour
- Shiotan in Abenobashi - Il quartiere commerciale di magia
- Lavie Head in Last Exile
- Hotaru Imai in Alice Academy
- Sara Oracle in American Dragon: Jake Long
- Tune in Winx Club
- Raimei in Nabari
- Sayu Yagami in Death Note
- Mimi Tasogare in Duel Masters
- Susan in Spike Team
- Maylu Sakurai in MegaMan NT Warrior, MegaMan NT Warrior Axess
- Eromes in Gintama
- Nia Teppelin in Sfondamento dei cieli Gurren Lagann
- Rin in Inuyasha
- Miyoko in Kiteretsu Daihyakka
- Kazumi Takiura in Devil Lady
- Teresa Testarossa in Full Metal Panic!
- Saki Yoshizawa in Boogiepop Phantom
- Toph Beifong in Avatar - La leggenda di Aang
- Tasumi in The Replacements - Agenzia sostituzioni
- Satya in Moby Dick e il segreto di Mu
- Hua Xiao-Lan in Shaolin Wuzang
- Fragolina in Fragolina Dolcecuore
- Maria Robotnik in Sonic X
- Anya Alstreim in Code Geass: Lelouch of the Rebellion
- Rekka Tatsunagi in Cardfight!! Vanguard
- Mystique Sonia in Hero 108
- Heesh (Cuore) in Vera e il Regno D' arcobaleno
- Testa Bruta in Dragons
- Edmond Elefante in Peppa Pig
- Petunia in Loopdidoo
- Hana Midorikawa in Prison School
- Momoka Hanakomachi in UFO Baby
- Morbucks in The Powerpuff Girls
- Candace in I Simpson
- Staci in Baby Boss - Di nuovo in affari
- Alya Césaire in Miraculous - Le storie di Ladybug e Chat Noir
- Candle Fox in Kiff
- Michel in Monster Rancher
- Veil in Devichil
- Kiri in Shinzo
- Alice in Regal Academy
- Wendy Darling in Jake e i pirati dell'Isola che non c'è
- Kimberly Harris in Duncanville
- Voci aggiunte in We Baby Bears - Siamo solo baby orsi
- Kosuna in Desert Punk

### Film TV
- Hayden Panettiere in Una magia di Natale, Tiger Cruise - Missione crociera
- Kay Panabaker in Scrittrice per caso, Custody - Una scelta difficile
- Emma Watson in Ballet Shoes
- Skye McCole Bartusiak in L'occhio gelido del testimone
- Keke Palmer in Jump In!
- Keri Lynn Pratt in Campus Confidential
- Nikki Cox in Danger Island
- Arreale Davis in Papà, non so volare!
- Alexandra Krosney in Nolan - Come diventare un supereroe
- Shadia Simmons in Virtual Mom
- Elizabeth McLaughlin in Miracolo a novembre

### Videogiochi
- Hermione Granger in Harry Potter e la Pietra Filosofale[2] e Harry Potter e la Camera dei Segreti[3]
- Alice in Alice in Wonderland[4] e Disneyland Adventures[5]
- Mia in Cars - Motori ruggenti[6]
- Susan Pevensie in Le cronache di Narnia: Il leone, la strega e l'armadio[7]
- Pilota trasportatore in LEGO Star Wars: Il risveglio della Forza[8]

### Documentari
- Kylie Jenner in The Kardashians

## Filmografia

### Cinema
- Melissa P., regia di Luca Guadagnino (2005)
- Tre tocchi, regia di Marco Risi (2014)
- Tutte le strade portano a Roma (All Roads Lead to Rome), regia di Ella Lemhagen (2015)

### Televisione
- Provaci ancora prof! – serie TV (2005-2007)
- Fratelli detective – serie TV, episodio Rapina a mano armata (2010)
- Un medico in famiglia 7 – serie TV, episodio La bufala delle bufale (2011)
- Notte prima degli esami '82 – miniserie TV (2011)

## Radio
- Sherlock Holmes: uno studio in rosso (sceneggiato, 1999)

## Riconoscimenti
- Premio Romics Dd 2002 come Rivelazione femminile 2002.
- Premio Sirenetta d'argento come miglior voce femminile per Harry Potter, all'Acquafestival di Cosenza nel 2003.
- Premio Voce femminile di un cartone animato attribuito dal pubblico al Gran Galà del Doppiaggio – Romics 2009.